# ناحیه عین آزال
ناحیه عین آزال (به عربی: دائرة عین آزال) یک ناحیه‌ در الجزایر است که در استان سطیف واقع شده‌است.